# Syagrus romanzoffiana
La palmera pindó o ybá pitá (Syagrus romanzoffiana) és una espècie de planta de la família de les arecàcies, nativa del sud del Brasil, el Paraguai, el nord-est argentí, Bolívia i l'Uruguai. Es planta avui com ornamental, i s'ha introduït a aquest efecte en altres regions subtropicals del món, sent d'ús habitual en urbanisme. Tolera bé sòls relativament pobres i temperatures fresques.

## Característiques
S. romanzoffiana és una palmera de fins a 25 m d'altura, amb estípite de color grisaci i fins a 6 dm de diàmetre basal. Les fulles són palmells alterns, de 2 a 3 m, amb el raquis típicament caedis, pinnades, finament dividides, amb folíols lanceolats de fins a 1 m de llarg, que s'insereixen en el raquis en distintes files i agrupaments donant a la fulla un aspecte plomós. Són persistents, i han d'arrencar-se manualment en els exemplars destinats a decoració.
Produeix inflorescències intrafoliars molt ramificades, protegides per una espata lenyós i estriada, amb flors blanques o grogues, monoiques. Floreix en estiu i fructifica cap a finals d'aquest o començaments de la tardor. El fruit és una drupa globosa, verda quan immadura i taronja o groc al madurar, d'1-2 cm de diàmetre, contenint polpa densa i molt fibrosa i una única llavor de color bru; apareix en densos raïms. S'utilitza per a l'alimentació del bestiar.

## Hàbitat i cultiu
S. romanzoffiana prefereix sòls bé drenats, lleugerament àcids o neutres, rics en nutrients —especialment ferro i manganès—, i molt sol. Requereix bastant humitat en època de creixement, i en hivern tolera mitjanament bé les gelades si les temperatures diürnes són temperades.
És de creixement lent. Les llavors requereixen calor i humitat per a germinar, i el procés de germinació insume 3 a 6 mesos. Pot accelerar-se recollint els fruits immadurs i extraient la pulpa fibrosa d'aquests. És fàcil de trasplantar i resistent, pel que es prepara moltes vegades per a la introducció d'exemplars ja madurs en avingudes i altres superfícies verdes.

## Altres usos
Els natius del nord-est argentí i el Paraguai empraven la decocció d'arrels del pindó per a provocar o estimular la menorrea, o com abortiu en grans dosis.